# Psephiocera cognata
Psephiocera cognata är en tvåvingeart som först beskrevs av Lindner 1949.  Psephiocera cognata ingår i släktet Psephiocera och familjen vapenflugor. Inga underarter finns listade i Catalogue of Life.